# Médiascopie
La médiascopie est une méthode de mesure instantanée et continue de l’adhésion d’un public à un contenu audiovisuel. Elle vise à mesurer qualitativement et quantitativement les réactions spontanées de téléspectateurs ou auditeurs tout au long d’une émission (reportage, interview). Ils sont invités à exprimer leur accord ou désaccord en temps réel, depuis leur tablette ou leur ordinateur, en déplaçant le curseur du médiascope : poussé vers le bas ou vers le haut, il génère une note de 0 (pas du tout d’accord) à 10 (tout à fait d’accord), saisie à chaque seconde puis traitée sous forme de courbes sur l’ensemble de l’échantillon et tout sous-groupe.
Cette méthode a été inventée en 1982 par le sociologue des médias français Denis Muzet, alors directeur de l'Institut Médiascopie.
En janvier 2016, l’institut Médiascopie a été racheté par le cabinet d’études et de conseil Elabe, fondé par Bernard Sananès en juin 2015,.

## Étymologie
Le mot médiascopie a été créé à partir de la racine latine medium (ici, « moyens de diffusion de l’information ») et de la racine grecque scopie (« observation », « technique d’observation »). Le sens étymologique peut être identifié comme étant « l’observation des moyens de diffusion de l’information ». 
La médiascopie, marque déposée, a donné son nom au centre d’études qui exploite la méthode et réalise l’ensemble des études, l'Institut Médiascopie. La marque « médiascope » relève quant à elle du domaine public depuis 1993. 

## Institut Médiascopie
Créé en 1982 par Denis Muzet, l'Institut Médiascopie est spécialisé dans les médias, la communication d’entreprise ainsi que la communication publique et politique. Dès sa mise en place, l’institut d’études avait pour vocation de mesurer l’impact de communications en temps réel et d’évaluer qualitativement l’ensemble des données recueillies à la source, auprès d’un échantillon cible. Cette vocation demeure la caractéristique majeure du cœur de métier.
D’abord mise en place pour décrypter la réaction d’un public vis-à-vis d’un programme télévisé et notamment les débats politiques dès 1983, la médiascopie s’est depuis généralisée. En près de trente ans, l’institut est ainsi intervenu à la demande de radios ou de chaines télévisées, indépendamment publiques ou privées. Il a entre autres prodigué de nombreuses études portant sur plusieurs milliers d’émissions, programmes, films publicitaires, interventions publiques, discours ainsi que sur les grands thèmes d’actualités pour le compte de L’Observatoire du Débat Public.
L'institut Médiascopie a été racheté par Elabe en janvier 2016,. Fondé par Bernard Sananès en 2015, le cabinet d'études et de conseil évalue l'impact des prises de parole de ses clients et leur suggère des recommandations pour adapter leur argumentaire en conséquence. A travers cette méthode, Elabe entend proposer un Conseil objectivé par l'analyse des données.

## Méthodologie

### Principe
La méthode médiascopie s’effectue sur la diffusion même de contenus audiovisuels et vise à mesurer qualitativement et quantitativement les réactions des récepteurs. Privilégiant le direct, elle repose sur l’outil « médiascope » qui enregistre de manière individuelle les notes soumises par le public, qu’il s’agisse de téléspectateurs ou d’auditeurs, au rythme d’un enregistrement par seconde. Chaque individu récepteur, équipé d’un appareil « médiascope », est ainsi invité à pousser un curseur linéaire vers le haut (note maximale de 10) pour évoquer sa satisfaction ou, au contraire, vers le bas (note minimale de 0) pour afficher sa désapprobation. Les notes sont traduites en temps réel sous forme de courbes médiascopiques qui donnent, sur un support vidéo, l’image seconde par seconde des réactions décrites par le public.
À noter que les critères auxquels sont soumis les panélistes diffèrent en fonction du décryptage souhaité et du type de contenu. Trois consignes majeures peuvent être soumises : adhésion (je suis d’accord / je ne suis pas d’accord), intérêt (je suis intéressé / je ne suis pas intéressé) et appréciation (j’apprécie / je n’apprécie pas). Cette dernière est particulièrement utilisée pour l’évaluation des réactions face à un spot publicitaire, notamment en phase de pré-test.
La médiascopie peut s’appliquer tant en amont, en aval que pendant la diffusion même du contenu. Ces trois dimensions permettent au tiers qui a sollicité la médiascopie d’obtenir une analyse relative à un moment clé quant à la diffusion d’un programme. En amont, il s’agit de porter attention à un échantillon test pour anticiper les résultats de l’auditoire cible et d’adapter le contenu en conséquence pour répondre à l’objectif fixé. Pendant la diffusion, l’objectif de la médiascopie est davantage d’en déduire des prévisions en termes d’impact et d’éventuelles retombées, ainsi que de dégager le degré de compréhension des messages. En aval, il s’agira de dresser un bilan dans un souci d’amélioration du contenu pour une future exploitation. Chaque analyse est enrichie par une étude qualitative réalisée en réunion de groupes ou entretiens individuels. À la suite de cela, l’institut est à même d’émettre un rapport comportant un diagnostic, des conclusions et des recommandations. 

### Panels
Les profils des personnes prenant part à la médiascopie, à savoir des panélistes, relèvent du contenu diffusé et des caractéristiques analytiques attendues. À l’instar d’un sondage classique, toutes les catégories sociodémographiques sont amenées à être représentées et segmentées au sein de l’échantillon par critères d’âge, de sexe ou encore de catégories socioprofessionnelles.

### Protection des données
Le cadre réglementaire dans lequel s’inscrit la médiascopie soulève la question du respect de la vie privée et de la gestion des données fournies par les panels. Le cabinet Elabe et l'Institut Médiascopie effectuent, en conformité avec le code de déontologie, des études en matière de respect et de protection de leur vie privée et répondent aux exigences de la loi Informatique et Libertés. L’ensemble des panélistes jouit d’un droit de confidentialité, d’anonymat, de regard sur ses données (accès, modification, annulation) et de liberté quant à la cession de ses activités avec l’institut. La participation à une étude médiascopique est rémunérée selon des barèmes préétablis et consultables sur le site Panelactu.

## Évolutions
Les études médiascopiques se sont considérablement perfectionnées, parallèlement aux progrès réalisés concernant la diffusion et le traitement de l’information. Si à ses débuts l’institut prodiguait ses résultats à travers des graphiques papiers, les courbes médiascopiques se sont rapidement imposées sur écran et ce dès 1985. Avantage majeur : la superposition des courbes au contenu audiovisuel rend l’analyse d’autant plus pertinente quant à l’immédiateté de l’information. 
En 2006, après une année d’expérimentations, les analyses ne sont plus uniquement effectuées dans des lieux physiques et la version on-line est commercialisée. Simultanée ou différée grâce à un système de podcasts, l’étude médiascopie repousse ainsi dans sa version en ligne ses limites physiques et géographiques. 
Par ailleurs, de nouvelles formes d'études ont vu le jour, portées principalement sur l’analyse des tendances sociétales à travers une liste de mots représentatifs. En ce point, la méthode appelée « Les mots de… » diffère du sondage d’opinion classique : les panélistes sont invités à noter, toujours selon le principe du médiascope et son échelle de 0 à 10, une centaine de mots préalablement repérés dans les médias par l’institut. L’étude, à la fois qualitative et quantitative, traduit ici un jugement destiné à dresser la cartographie mentale du panel sur un thème de débat public, qu’il soit économique, social ou culturel, dans l’objectif de décrypter les représentations collectives. 
L'Institut Médiascopie s’est associé à Euro-RSCG C&O pour analyser 100 mots de la crise sur la période octobre-novembre 2008 (panel : 150 français), à Terra Nova en 2010 pour recueillir le jugement de citoyens français sur 150 mots relatifs à l'idée de réforme ou encore à Les Ateliers de la Terre en novembre 2008 sur le thème “Construire un nouvel équilibre” lors du Forum de Copenhague à travers une sélection de 100 mots (panel : 300 français).

## Clients
Les méthodes de l'Institut Médiascopie s’appliquent à divers domaines d’interventions : entreprises, institutions, territoires, médias, annonceurs, marques... 

## Critiques et controverses
La méthode médiascopie et son fondateur ont essuyé à leurs débuts certaines critiques concernant les panels et la représentativité que ces derniers se doivent d’incarner.

## Organisme connexe
Denis Muzet est également à l’origine de la création en 1997 de L’Observatoire du Débat Public, organisme privé indépendant de veille sociologique.